# Museo archeologico nazionale di Palestrina
Il Museo archeologico nazionale di Palestrina, anche conosciuto come Museo archeologico Nazionale Prenestino, è un museo archeologico ospitato nel palazzo Colonna Barberini di Palestrina (antica Praeneste), che occupa le terrazze superiori del Santuario della Fortuna Primigenia. Il museo è stato inaugurato nel 1956 e rinnovato nel 1998: nel 2014 ha contato 20 776 visitatori. Nel 2015 ha aumentato il numero di visitatori a 22 586.
Dal dicembre 2014 il Ministero della cultura gestisce santuario e museo tramite il Polo museale del Lazio, nel dicembre 2019 divenuto Direzione regionale Musei. 
A seguito del nuovo Regolamento di organizzazione del Ministero della cultura, dettato dal DPCM del 15 marzo 2024, n. 57, il Museo archeologico Nazionale Prenestino, il Santuario della Fortuna Primigenia e il Complesso degli edifici del foro di Praeneste entrano, assieme al Parco archeologico di Gabii, tra i luoghi di cultura dotati di autonomia scientifica, finanziaria, organizzativa e contabile.

## Descrizione

### Piano terreno
Il percorso di visita inizia nelle sale che si aprono a sinistra dell'atrio di ingresso. L'ultima sala in fondo (sala I) ospita le testimonianze del culto della dea Fortuna, alla quale era dedicato il Santuario della Fortuna Primigenia. Vi sono esposte una statua di Iside-Fortuna, proveniente dall'iseo presso la basilica nel foro cittadino, datata al II secolo a.C., con veste in marmo grigio dell'isola di Rodi, e una testa di Fortuna rinvenuta nel pozzo della terrazza degli emicicli del Santuario della Fortuna Primigenia e pertinente probabilmente alla statua di culto.

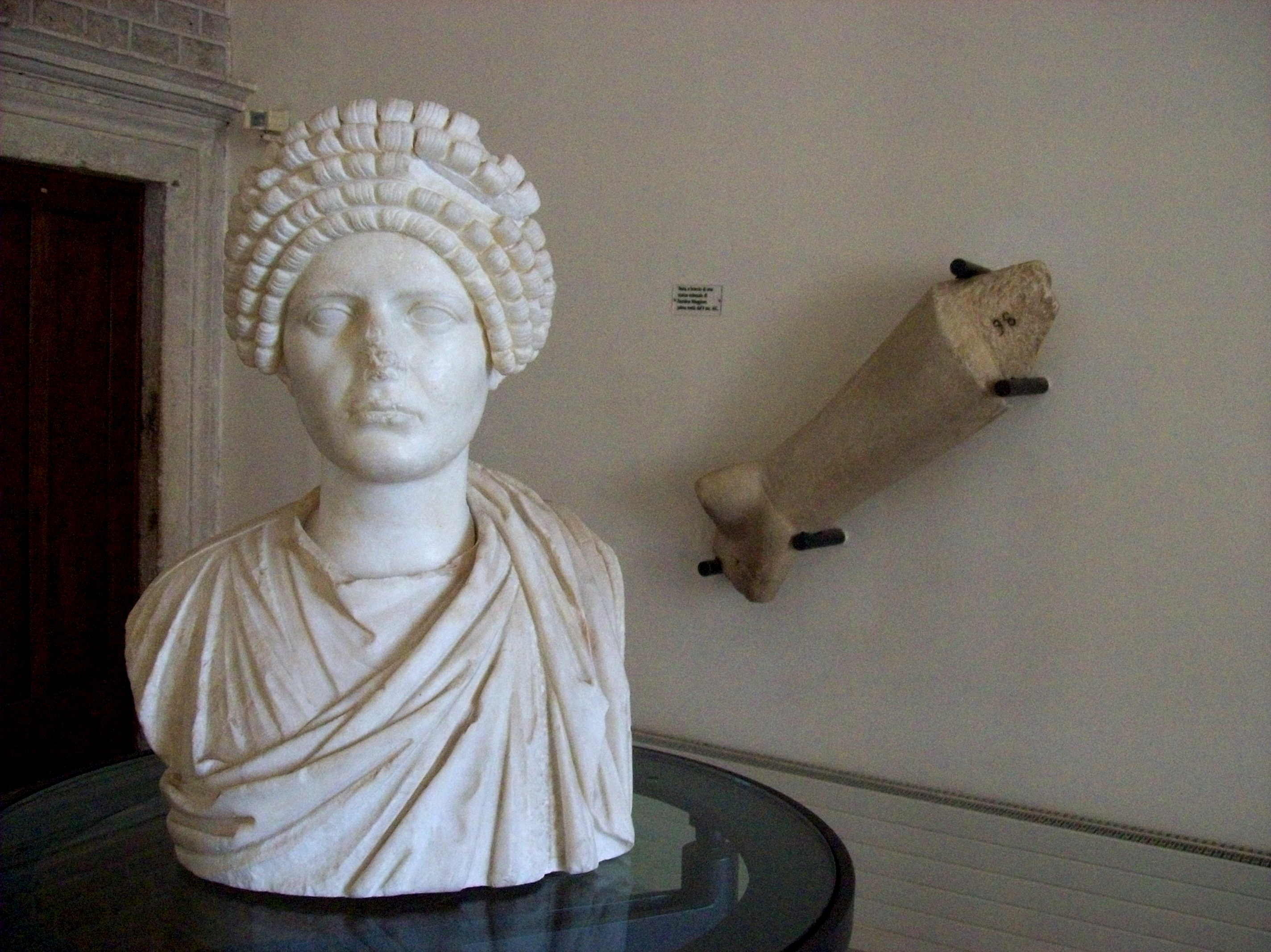
Busto di donna, età imperiale

Le sale II e III ospitano sculture di epoca ellenistica provenienti dalla città, tra cui una testa femminile velata composta da due pezzi di marmo differente, ritratti di epoca repubblicana e basi marmoree con iscrizioni.
Ritornati all'atrio di ingresso, la sala IV ospita copia dei Fasti Prenestini il calendario elaborato tra il 6 e il 10 d.C. dal grammatico ed erudito Verrio Flacco, che fu educatore dei nipoti dell'imperatore Augusto, e due meridiane di recente ritrovamento, che completano l'illustrazione dei sistemi di misurazione del tempo in epoca romana.
Si passa quindi nelle sale dell'ala a destra. Le sale V e VI ospitano le sculture di epoca imperiale romana, tra le quali:
- rilievo con cinghialessa che allatta i piccoli della serie delle "lastre Grimani", pertinenti alla decorazione di una fontana e reimpiegati in un edificio tardo-antico nella città bassa[7];
- altare dedicato al divo Augusto, con busto di Augusto divinizzato dopo la morte tra cornucopie che sorreggono una ghirlanda[8];
- due altari dedicati alla Pax ("Pace") e alla Securitas ("Sicurezza"), con bucrani e ghirlande[9];
- rilievo con la raffigurazione del trionfo di Traiano, conservato nella metà sinistra, nel quale la raffigurazione è resa con schemi compositivi comuni nell'arte ufficiale, ma con un linguaggio artistico caratterizzato dalle proporzioni alterate in base all'importanza dei personaggi e dalla mancanza di profondità, proprio dell'arte plebea.[10]

Nelle successive sale VII e VIII sono ospitate le iscrizioni, sia di carattere pubblico che funerario, che religioso. 
Sono inoltre presenti un fregio con scena di battaglia, con schema compositivo ellenistico, della fine del I secolo a.C. e un frammento di sarcofago attico decorato con scene dionisiache, datato al 170-180 d.C..

### Primo piano

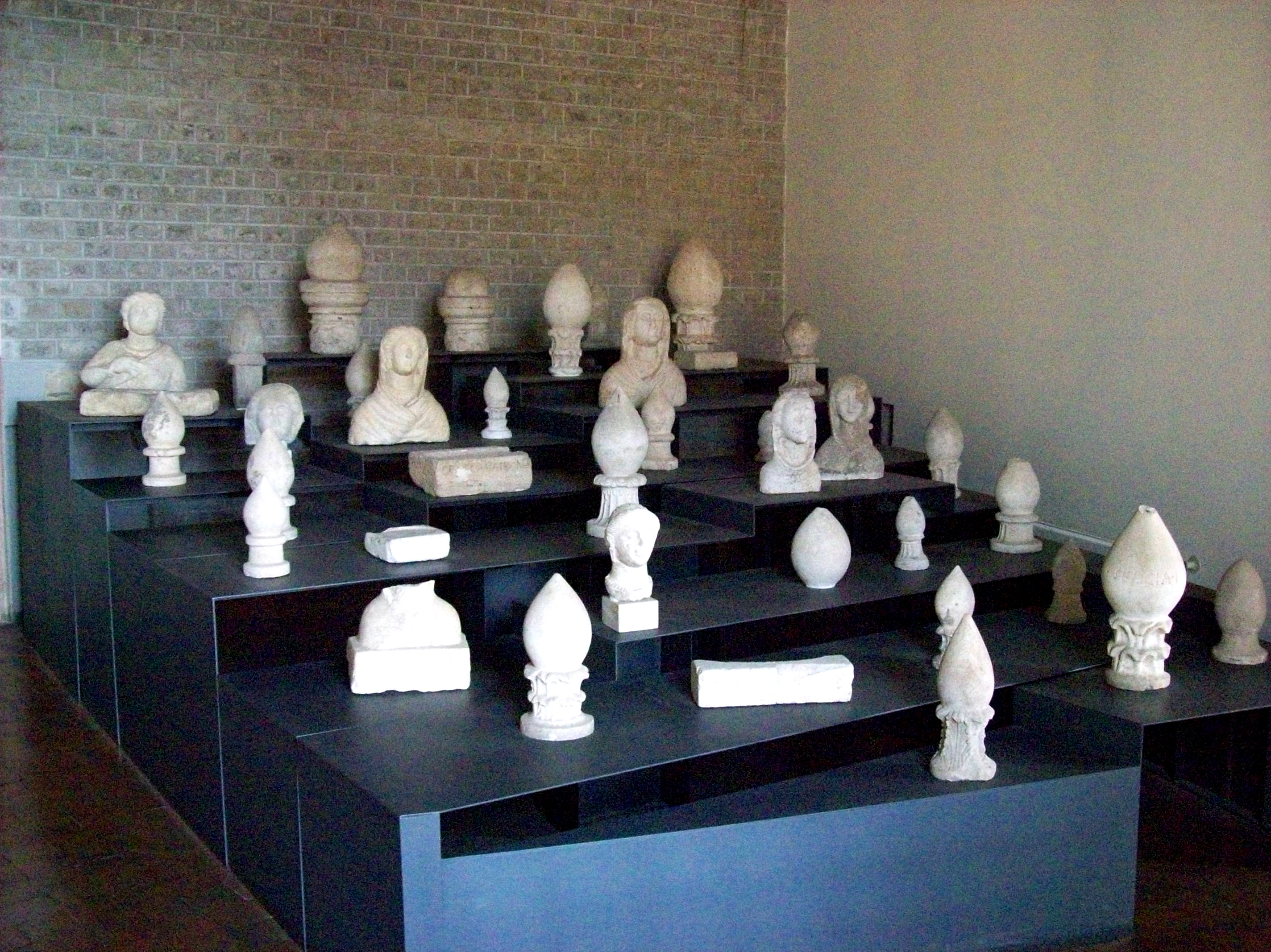
Segnacoli a busto o a cippo della necropoli

Salendo al piano superiore, le sale dell'ala destra sono dedicate alle necropoli cittadine. Nella sala IX sono presenti vetrine che ospitano i corredi delle tombe dal V secolo a.C. al III secolo a.C., sia da contesti noti, sia, fuori contesto, provenienti dalla collezione dei Barberini, proprietari del palazzo dal Seicento. Si notano in particolare le ciste  in bronzo, di cui Praeneste fu nel IV secolo a.C. uno dei principali centri di produzione, e specchi, sempre in bronzo, decorati da scene incise.
Nella sala X sono esposti i caratteristici cippi a forma di pigna o di busto femminile, che erano utilizzati come segnacolo per le tombe e spesso recano un'iscrizione con il nome del defunto.
Nella sala XI è esposto un coperchio di sarcofago a tetto, con frontone e fregio scolpito, datato agli inizi del IV secolo a.C..

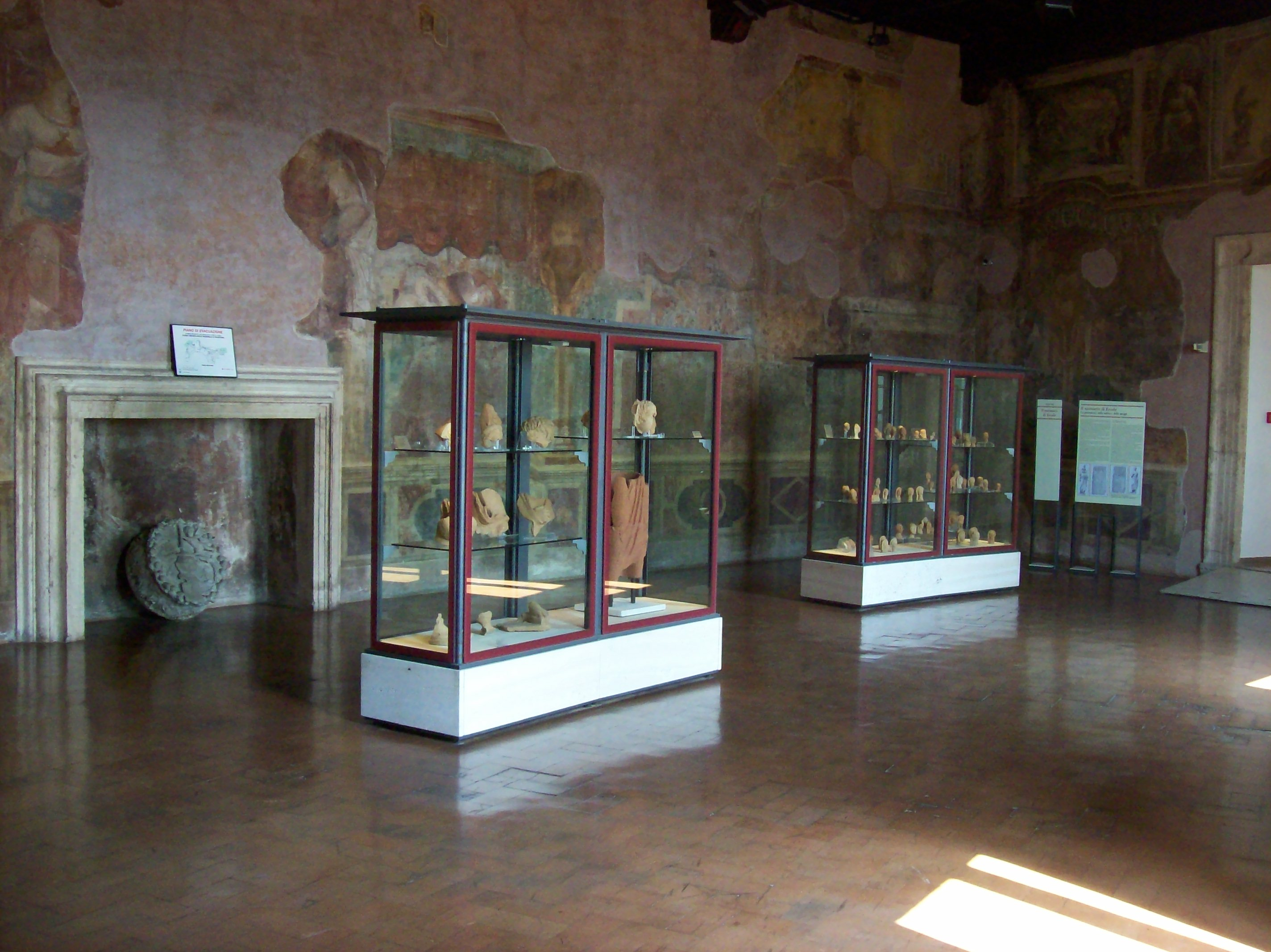
Bacheche espositorie dei corredi delle tombe della necropoli

Ritornando indietro, la grande sala centrale (sala XII), utilizzata per mostre temporanee ospita esempi di pavimentazioni di epoca repubblicana, tra cui un pavimento in opus scutulatum, appartenente al santuario e datato tra la fine del II secolo a.C. e gli inizi del secolo successivo.
Attualmente è possibile vedere in una teca di questa stanza, sul lato delle finestre, i ritrovamenti degli scavi ritrovati al X miglio della via Latina, ovvero presso l’antica località di Ad Decimum, a breve distanza da Grottaferrata, ove si scoprirono per caso tra 1999 e 2000 un piccolo ipogeo in blocchi squadrati di peperino detto “delle ghirlande”, dentro cui sono disposti, a formare una L, due bei sarcofagi in marmo. Un ritrovamento molto particolare da vedere nel museo è proprio l'Anello di Carvilio, un bellissimo anello in oro con gemma ovale in cristallo, sulla cui superficie esterna, convessa e lucidata, è incavata per dare un effetto lenticolare. Sul fondo della pietra spicca, come attraverso un "oblò", il ritratto assai realistico di un giovane dal volto asciutto e dallo sguardo trasognato, incorniciato da folti ricci ottenuti a cesello e bulino, scolpito a tuttotondo in oro massiccio con la tecnica a cera persa.
Nel fondo della sala, sotto un pavimento in vetro, sono state lasciate visibili le fondazioni del thòlos (tempietto circolare) che costituiva la terminazione superiore del santuario e che ospitava la statua di culto.
Nell'ala sinistra, nelle sale XIII e XIV, sono esposti i doni votivi rinvenuti nel santuario di Ercole, che sorgeva fuori dalle mura della città bassa, in corrispondenza degli incroci delle principali vie di comunicazione, e degli altri luoghi di culto della città, soprattutto in terracotta.
Nella sala XV sono esposti i frammenti di decorazione architettonica fittile, provenienti da aree sacre arcaiche cittadine (San Rocco e Santa Lucia, in prossimità di due dei principali accessi alla città). Tra questi un fregio con processione di carri di una sima (VI secolo a.C. e un fregio con grifomachia (lotta con grifoni, fine del IV - inizi del III secolo a.C..

### Secondo piano

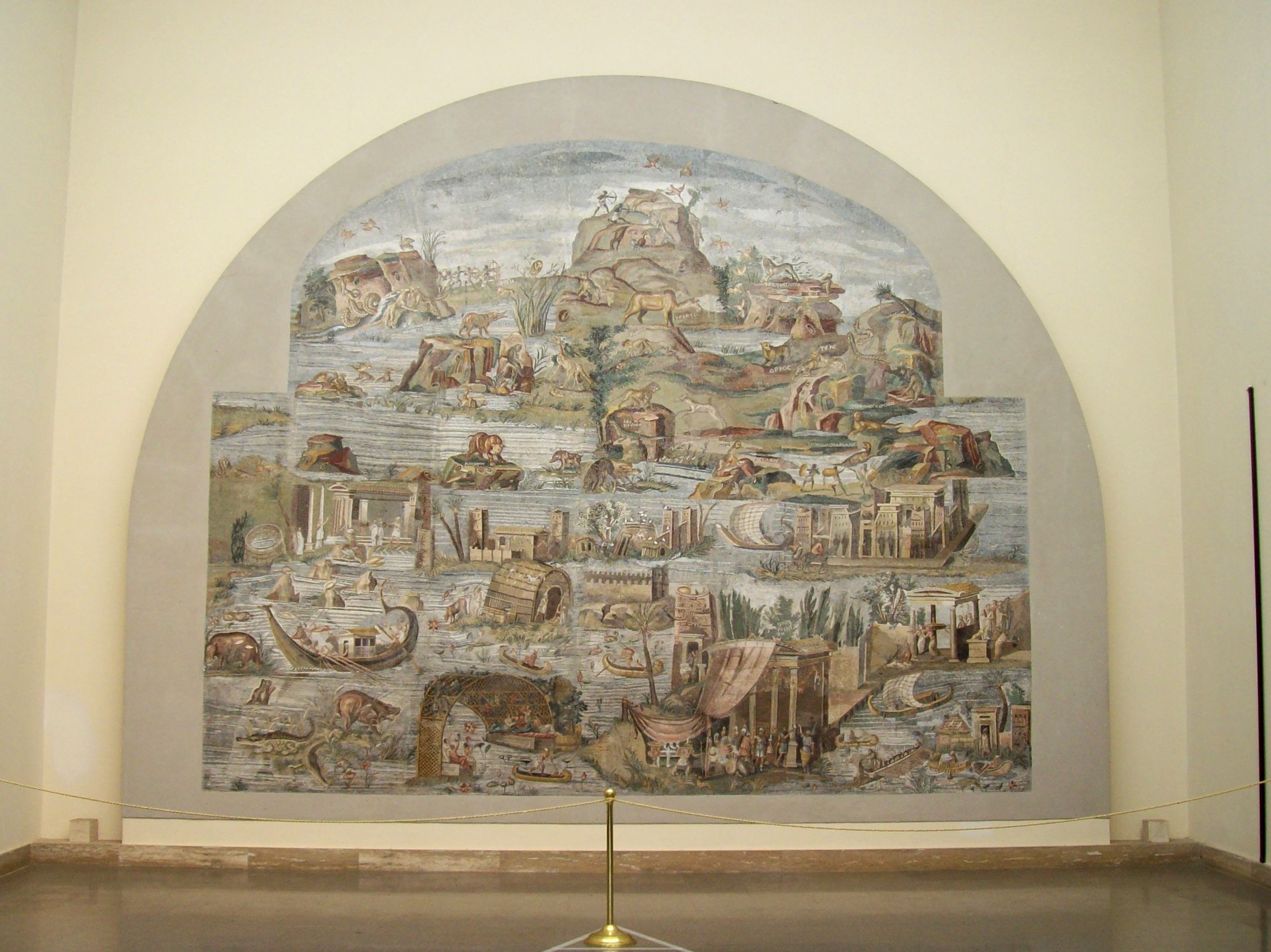
Mosaico nilotico

Salendo al terzo piano si raggiunge la sala XVI che ospita il celebre Mosaico del Nilo, scoperto e distaccato agli inizi del Seicento dall'aula di culto isiaca che fiancheggia la basilica nel foro cittadino.
Il mosaico, scomposto in pezzi, venne portato a Roma e quindi, donato al cardinale Francesco Barberini, venne riportato a Palestrina per essere ospitato nel palazzo Colonna Barberini, dove era stata appositamente allestita una sala. Danneggiato durante il trasporto venne restaurato con alterazioni.
Vi è raffigurata una carta geografica del corso del Nilo dai confini con l'Etiopia (con cacce ad animali i cui nomi sono scritti in greco) al Mediterraneo, verso il basso. Sono presenti templi e raffigurazioni di città, tra cui il porto di Alessandria d'Egitto, in basso a destra.
Il mosaico è stato realizzato direttamente sul posto con tecnica raffinata (tessere di piccole dimensioni), probabilmente da artisti alessandrini, di cui è nota nel II secolo a.C. la presenza in Italia.
Nella stessa sala sono ospitati anche due frammenti di un obelisco in granito rosso con geroglifici di imitazione e attribuibile all'epoca di Claudio, probabilmente sempre pertinente alla medesima aula isiaca.
Vi si trova inoltre il plastico ricostruttivo del santuario della Fortuna Primigenia.

### Criptoportico

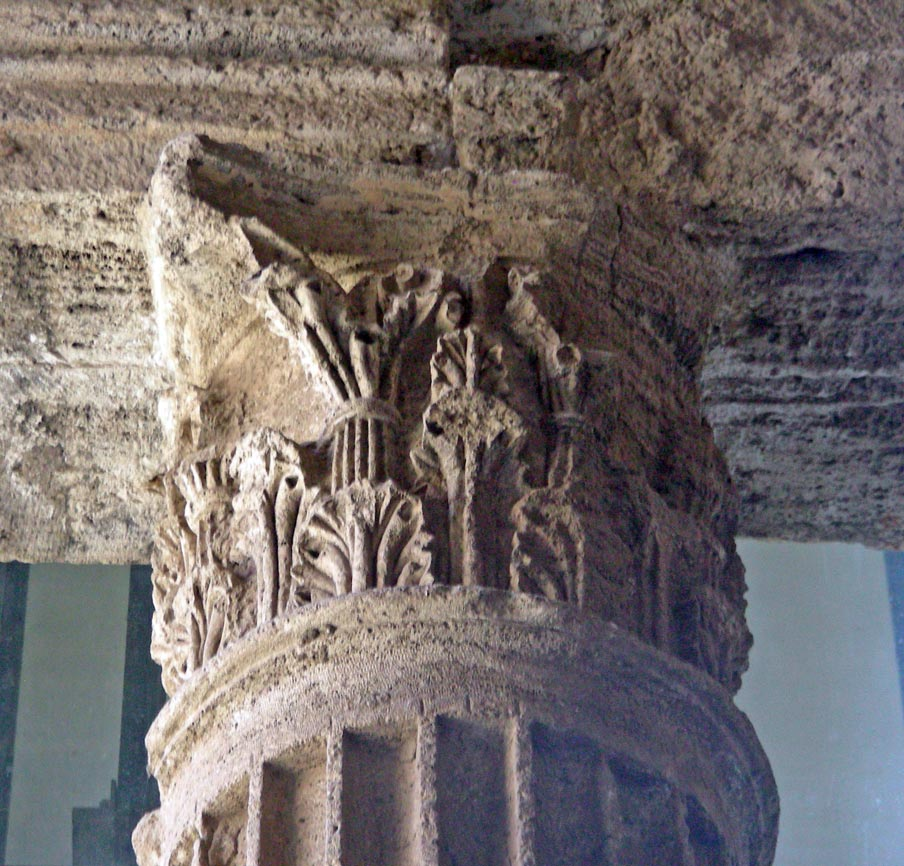
Capitello corinzio in travertino del criptoportico

Il piano terra del palazzo occupa nella sua parte anteriore il portico di fondo della grande "terrazza della cortina", che oggi è tagliata dalla strada moderna; il cui tratto centrale passa, come criptoportico, sotto la cavea teatrale che oggi costituisce la scala di accesso al museo. Vi si conservano alcune delle colonne della fila intermedia, con i relativi capitelli corinzi.
Nel criptoportico sono ospitati frammenti architettonici, sculture ed iscrizioni provenienti da varie zone della città